# Vicente Cañas
Vicente Cañas (surnommé Kiwixi), né le 22 octobre 1939 à Alborea (Espagne) et mort (assassiné) le 6 ou 7 avril 1987 au Mato Grosso (Brésil), était un frère jésuite espagnol, missionnaire au Brésil. Totalement identifié, et vivant au milieu du peuple des Enawenê-Nawês de la forêt amazonienne, il défendait activement leur droit territorial. Cela lui coûta la vie.

## Biographie
Né à Alborea (Espagne) en 1939 Vicente Cañas entre au noviciat de la Compagnie de Jésus en 1961. Il exprime bientôt le souhait d’être envoyé comme missionnaire au Brésil. 
Il établit un premier contact pacifique avec la tribu des Enawenê-Nawês, dans l’Amazonie brésilienne (état de Mato Grosso) en 1974. Il est progressivement accepté et, vers la fin de 1975, il commence à vivre au milieu de ce peuple de quelques centaines de personnes et très fermé à toute influence extérieure. En 1977 il peut s’installer définitivement parmi eux, en y adoptant pleinement la manière de vivre, les coutumes, les rites et même l’habillement (ou leur absence...!). Il y tente une nouvelle manière de présence missionnaire, respectueuse de la culture et de la qualité de vie de ce peuple indigène.  
Au cours des dix années qu’il vit parmi les Enawenê-Nawês, ‘Kiwixi’ (comme il est appelé parmi eux) en vient à s’engager de plus en plus dans la défense de leur espace vital (qu’il comprend être une question majeure de survie pour ce peuple de pêcheurs), proposant même aux autorités gouvernementales une démarcation de territoire qui leur serait propre (avec frontière au Rio Preto), contre les grandes entreprises d’exploitation forestière et d’élevage de bovins. 
Il est assassiné, sans doute le 7 avril 1987: sa montre s'est arrêtée le 8 avril à 9.30am. Son corps -  poignardé - est retrouvé le 16 mai 1987 - quarante jours après sa mort - dans la cabane solitaire qu’il occupait au bord de la rivière Juruena. Il est enterré près de la hutte, avec la hachette qui était la sienne, suivant la tradition des indigènes du Mato Grosso. Une simple et large pierre marque le lieu de sépulture. 
Ainsi que Wilson Pinheiro et Chico Mendes, il est mort des mains d’hommes d’affaires, politiciens et bûcherons qui détruisent la forêt amazonienne pour leur plus grand profit personnel. Par la suite, l'enquête sur son assassinat est entachée par la corruption et l'incompétence du système judiciaire. Des assassins présumés sont arrêtés mais acquittés en justice par ‘manque de preuves’.  Les tueurs courent toujours.